# 笑ってうたって しあわせ家族
♪笑ってうたって♪しあわせ家族（わらってうたって・しあわせかぞく）は、NHK高松放送局で放送されていた香川県ローカル紀行番組。2007年4月6日に放送を開始した。

## 概要
演歌歌手が県内各地を訪れてその地域の住民とふれあい、その中でしあわせな家族を見つけて秘訣を学び、最後にはお礼として歌をプレゼントするというもの。
美川憲一がゲストに登場した（引田を旅した）回では後に『ゆうどきネットワーク』（2007年10月26日放送分）でも再編集されて放送された。
年内最後の放送は生放送で行われていた。

## 放送時間
- 本放送：奇数週金曜20:00～20:43

## 出演者
幸せ案内人
- 桂こけ枝
- 友近
- 潮流亭謙笑
- 五十嵐愛
- 宮地眞理子

### 過去の出演者
- 上條倫子（現在東京アナウンス室）
- 池野健
- 古賀一（現在松山局）
- 上代真希
- 森田恵子（フリーアナウンサー、元瀬戸内海放送）

## これまでに登場した歌手
- 鳥羽一郎
- 山本譲二
- キム・ヨンジャ
- 冠二郎
- 山川豊
- 大月みやこ
- 伍代夏子

※鳥羽と山本は番組テーマソングを担当している。